# Пол Тътъл-младши
Пол „Поли“ Тътъл-младши (на английски: Paul „Paulie“ Michael Teutul) е една от звездите в американското реалити шоу Американски чопър (American Chopper), излъчвано по телевизия Discovery Channel.

## Биография
През 1999 година заедно с баща си Пол Тътъл-старши основават компанията за поръчкови мотоциклети Ориндж Каунти Чопърс в Монтгомъри, Ню Йорк, на която е главен дизайнер.